# Padrós (Terras de Bouro)
Padrós es una aldea de la freguesia de Chamoim, en el municipio de Terras de Bouro. Cuenta con una capilla que data del año 1679 en honor de San Lorenzo y la Virgen del Rosario. El pueblo subsiste gracias a la intensa actividad agrícola.